# Trigona (Gattung)
Trigona ist eine der in Mittel- und Südamerika vorkommenden Gattungen des Tribus der Stachellosen Bienen (Meliponini). Ursprünglich weiter abgegrenzt, umfasst die Gattung heute nach Ansicht der meisten Taxonomen nur noch die Arten der ehemaligen Untergattung Trigona s.str., die anderen Arten, teilweise in Asien und Australien verbreitet, werden nun anderen Gattungen zugeordnet. Dazu gibt es aber auch abweichende Auffassungen. In heutiger Auffassung gehören etwa 30 Arten zur Gattung. Trigona-Arten gehören in Südamerika zu den häufigsten Bienenarten.

## Beschreibung
Arbeiterinnen von Trigona erreichen eine Körperlänge zwischen 5,5 und 11 Millimeter. Die Gattung besitzt die typische Körpergestalt der Meliponini und ist von verwandten Gattungen nur schwer unterscheidbar. Mit einigen verwandten Gattungen gemeinsam ist die Gestalt der Tibia der Hinterbeine; deren Innenseite trägt eine langgestreckte Erhöhung, die mit dicht stehenden, sehr kurzen, stumpf endenden Haaren besetzt ist. Der niedriger liegende Bereich oberhalb davon ist glatt und glänzend. Dies unterscheidet sie auch von den anderen Körbchensammlern (den corbiculaten Bienen) der Alten Welt, die hier jeweils charakteristisch anders gestaltete „Körbchen“ (Corbicula) besitzen. Mit den anderen Gattungen der früheren Gattung Trigona s. l. besitzen sie, als einzige neotropische Meliponini, an der Oberkante der Tibia gefiederte Haare. Der vorderste Tergit des Rumpfabschnitts, das Scutum (bei Ansicht von oben zwischen den Flügeln gelegen) ist bei allen Arten glatt mit nur kleinen, weit voneinander entfernten Punkten. Wichtige Merkmale für Trigona s. str. sind: Die Kauleiste der Mandibeln ist auch im vorderen (distalen) Abschnitt gezähnt, oft auf ganzer Länge. Der Vorderrand des Labrums trägt in der Mitte des Vorderrands einen Zahn. Das erste Tarsenglied der Hinterbeine ist auf der Innenseite oben seidig behaart.

## Nester
Trigona-Arten bauen Nester aus Wachs, dem je nach Art gesammeltes Pflanzenharz oder pflanzliche Fasern zur Verstärkung beigegeben werden. Die meisten Arten nisten in Baumhöhlen oder andern Hohlräumen, die Gattung zeichnet sich aber durch eine große Vielfalt beim Nestbau aus. Einige Arten bauen frei hängende Nester an Ästen oder Baumstämmen (seltener auch alternativ an anderen Strukturen wie zum Beispiel Mauern von Gebäuden), die Verwandtschaftsgruppe um Trigona fuscipennis auch an Lianen. Einige Arten bevorzugen zur Nestanlage die Nester baumbewohnender Termiten, eine Art (Trigona lacteipennis) auch von Ameisen- oder Wespennestern. Einige Arten sind bodennistend, wobei sie aufgegebene Termitenbauten, Wurzelhöhlungen oder andere vorhandene Hohlräume ausnutzen. Sie bauen teilweise auch Bodenmaterial in die Zellen- und Nesthüllen ein. In größeren Hohlräumen teilen die Bienen ihren Nestraum durch große, ebene Zwischenwände ab, die Involucrum genannt werden. Einige Arten ziehen weitere Trennwände zwischen Brut- und Vorratswaben ein. Das Nest besteht in der Regel aus horizontal ausgerichteten Waben und ist von einer Hülle umgeben. Meist ist der Eingangsbereich zu einer röhrenartigen Struktur verlängert. Die Arten der Trigona recursa-Artengruppe bauen neben Brut- und Vorratszellen gesonderte Kotzellen, in den sie Kot von Säugetieren eintragen; vermutlich eine Verteidigungsstrategie.
Einige Arten von Trigona sind bekannt dafür, dass sie Verteidigungsschwärme bilden. Mögliche Feinde, die das Nest berühren oder sich ihm nähern, werden von zahlreichen Bienen sofort attackiert.

## Nahrung
Die meisten Arten von Trigona sind, wie typisch für Bienen, Pollensammler. Einige Arten nutzen zusätzlich Fleisch (vor allem Aas), wenn sich eine Gelegenheit dazu bietet. Drei Arten, Trigona necrophaga, Trigona hypogea und Trigona crassipes sind bemerkenswert dadurch, dass sie, als einzige Bienen überhaupt, Pollen (und Nektar) als Nahrung überhaupt aufgegeben haben und sich zu obligaten Aasfressern (oder auch Nekrophagen) entwickelt haben, sie decken ihren Zuckerbedarf auch nicht mehr an Blüten, sondern vor allem an überreifen oder verrottenden Früchten. An Aas nagen die Bienen Fleisch ab, das sie im Magen zum Nest transportieren, dort hervorwürgen und in Nahrungszellen speichern, es nimmt, wohl unter dem Einfluss von Verdauungsenzymen, dabei eine gelee-artige Konsistenz an. Innerhalb der Zellen wird der Nahrungsbrei von spezialisierten Bakterienarten umgesetzt und es bildet sich nach ca. 12 bis 16 Tagen eine klare, honig-artige Flüssigkeit. Eine der Arten, Trigona hypogea, ist darüber hinaus ein fakultativer Räuber, der die Brut aus (verlassenen) Wespennestern, oder auch Amphibieneier, möglicherweise auch andere, eher weichhäutige Beute ausnutzt.

## Verbreitung
Die Gattung, in der heutigen Auffassung, ist nördlich bis Mexiko, bis in die Bundesstaaten Nayarit und Veracruz verbreitet. Südlich erreicht sie Santa Catarina in Südbrasilien und den äußersten Norden Argentiniens (Provinz Misiones).

## Beziehung zum Menschen
In Brasilien ist die Gattung von keinem wirtschaftlichen Interesse, da einige Arten, wie die im Raum Campinas stark vertretene Trigona spinipes, für ihre Bauten neben dem Lehm auch Material, das von Kuhfladen gesammelt wird, benutzen. Aus hygienischen Gründen wird auf diese Art für die Honigproduktion verzichtet.
Pflanzenfaser-sammelnde Arten der Gattung Trigona wurden aus Peru als schädlich an der Purgiernuss (Jatropha curcas) und anderen Pflanzenarten gemeldet.

## Taxonomie
Die Taxonomie der Gattung ist schwierig. Traditionell wurden innerhalb der Meliponini fast alle Arten zwei Großgattungen, Melipona und Trigona, zugerechnet. Die Gattung Trigona, in alter Auffassung, war pantropisch verbreitet, mit Vorkommen auch in der Alten Welt, bis Ostasien und Australien. Spätere Untersuchungen, auf morphologischer, vor allem aber auf phylogenomischer Basis (Untersuchung der Verwandtschaft anhand des Vergleichs homologer DNA-Sequenzen) haben aber klar ergeben, dass die Gattung in diesem weiteren Sinne keine natürliche Einheit darstellt. Vielmehr erwiese sich, dass die Arten der Kontinente Südamerika, Afrika, sowie Asien (mit Australien) jeweils eine Verwandtschaftsgruppe bilden. Einige Taxonomen haben daraufhin, einem Vorschlag von Jesús Santiago Moure folgend, alle früheren Untergattungen der alten Gattung Trigona zu Gattungen erhoben. Damit kommen in der Alten Welt keine Arten der Gattung mehr vor. Dies war auch schon von Charles Michener in seinem Standardwerk über die Bienen der Welt vermutet worden, der aber vor einer endgültigen Aufspaltung, die nach morphologischen Merkmalen allein nicht zwingend erschien, zurückschreckte.
Der engen Gattungsauffassung folgend umfasst die Gattung noch etwa 30 Arten
- Trigona albipennis
- Trigona amalthea. Typusart der Gattung
- Trigona amazonensis
- Trigona branneri
- Trigona braueri
- Trigona chanchamayoensis
- Trigona cilipes
- Trigona corvina
- Trigona crassipes
- Trigona dallatorreana
- Trigona dimidiata
- Trigona ferricauda
- Trigona fulviventris
- Trigona fuscipennis
- Trigona guianae
- Trigona hyalinata
- Trigona hypogea
- Trigona lacteipennis
- Trigona muzoensis
- Trigona necrophaga
- Trigona nigerrima
- Trigona pallens
- Trigona pampana
- Trigona pellucida
- Trigona permodica
- Trigona recursa
- Trigona sesquipedalis
- Trigona silvestriana
- Trigona spinipes
- Trigona truculenta
- Trigona venezuelana
- Trigona williana

Synonyme von Trigona sind Amalthea Rafinesque, 1815, Aphaneura Gray, 1832, Pisania Cunha, 1973.